# 熱爾曼·戈麥斯
杰尔曼·戈麦斯（西班牙語：Germán Gómez，1914年1月5日—2004年3月22日），來自坎塔布里亞桑坦德，前西班牙足球運動員，曾經效力西甲球隊馬德里競技和桑坦德競技，司職中场。

## 球會生涯
戈麥斯在1939年從桑坦德競技轉會到馬德里競技。他在床單軍團效力八個賽季。他在時任教練里卡多·薩莫拉的手下與拉蒙·加比隆多組成強勁的中場線。戈麥斯為馬競奪取兩次西甲冠軍。他在1948年夏季返回桑坦德競技直至1954退役為止。

## 國際賽生涯
戈麥斯曾經代表西班牙上陣六次。並在1941年12月28日在華倫西亞對陣瑞士的友誼賽中首次上陣，協助國家隊以3:2擊敗對手。

## 榮譽
馬德里競技
- 西甲: 1939/40赛季, 1940-41賽季冠軍